# Ivan Penić (svećenik)
Ivan Penić (Nijemci  22. listopada 1713. - Nijemci 2. svibnja 1762.) - hrvatski svećenik, vanjski vikar pečuškog biskupa za Slavoniju.

## Prve godine i studij
Punim imenom Ivan Krstitelj Penić rodio se u slavonskom mjestu Nijemcima 22. listopada 1713. Studirao je u Italiji u Ilirskom kolegiju u Loretu. Dolazi u kolegij 1736. godine kao pitomac Pečuške biskupije. Od 1736. do 1739. godine studira filozofiju, od 1739. godine studira skolastičku i moralnu teologiju te završava studij krajem godine 1740. godine. Za svećenika je zaređen u Pečuhu 1740.

## Pastoralna djelatnost
Poslije svećeničkog ređenja određen je za župnog vikara u Lovasu poslije kojeg odlazi u Kukujevce za župnika. 1746. godine odlazi u Nijemce gdje postaje vanjski vikar pečuškog biskupa za Slavoniju. Svoju dužnost obavljao je savjesno te naložio 1753. kao biskupov vikar u Slavoniji (vicarius foraneus), da se ispita slučaj čudotvorne slike Blažene Djevice Marije u Sotinu. Poslije i sam odlazi za župnika u Sotin 1757. godine gdje započinje gradnju nove crkve. 

## Smrt
Tijekom vikarskog posjeta župi Nijemci iznenada umire 2. svibnja 1762. godine gdje je i sahranjen.